# ديفيد يندلي
ديفيد يندلي (بالإنجليزية: David Lindley)‏ هو فيزيائي نظري وفيزيائي أمريكي، ولد في 1956.